# Big Driver
Big Driver  è un film per la televisione del 2014 diretto da Mikael Salomon e basato sul racconto Maxicamionista di Stephen King, contenuto nell'antologia Notte buia, niente stelle.
Il film è ascrivibile al genere dei revenge movie, genere reso celebre da titoli come Non violentate Jennifer, L'ultima casa a sinistra e Rolling Thunder.

## Trama
La scrittrice di romanzi gialli Tess Thorne conduce una vita tranquilla nella periferia del Connecticut ma una sera, dopo aver presentato il suo ultimo libro, nel tornare a casa rimane ferma in una zona deserta a causa della foratura di una gomma dell'auto. Finalmente si ferma un camionista di nome Lester. Questi però non ha buone intenzioni e prima abusa sessualmente di Tess e poi la uccide; almeno così crede lui. Rimasta a terra quasi esanime Tess decide così di prendersi la sua vendetta.

## Distribuzione
Il film è stato trasmesso, in prima visione, negli USA il 18 ottobre 2014 sul canale via cavo Lifetime ed in Italia il 3 settembre 2015 su Rai 2.